# Kettlotrechus edridgeae
Kettlotrechus edridgeae – gatunek chrząszcza z rodziny biegaczowatych i podrodziny Trechinae.

## Taksonomia
Gatunek został opisany w 2010 roku przez Jamesa Iana Townsenda w 62 tomie Fauna of New Zealand.

## Opis
Ciało długości od 7 do 7,5 mm, jednolicie jasnożółtawo-brązowe do rudo-brązowego. Głowa wydłużona z ostro spiczastymi żuwaczkami. Czułki bardzo długie, sięgające wierzchołka pokryw. Bruzdy czołowe prawie proste. Przedplecze sercowate z dobrze rozwiniętym wyżłobieniem brzegowym. Boki delikatnie zafalowane po czym ostro wygięte przed ostrymi, wystającymi kątami tylnymi. Pokrywy prawie gładkie, o ramionach zaokrąglonych, międzyrzędach płaskich, a rzędach prawie całkiem zatartych. Tylne i środkowe golenie łukowate. Edeagus samca z ostium otwartym grzbietowo przed spiczastym wierzchołkiem. Samica z dwoma kolcami na wewnętrznej krawędzi hemisternitów. Spermateka samicy zredukowana do małej komory blisko szyjki torebki kopulacyjnej.

## Występowanie
Gatunek ten jest endemitem Nowej Zelandii, znanym wyłącznie z Wyspy Północnej.